# Tanya Lapointe
Tanya Lapointe est une cinéaste et productrice canadienne née à Hawkesbury en Ontario.
Longtemps journaliste spécialisée dans les arts et la culture à ICI Radio-Canada, en  2015 elle travaille comme assistante de production sur le film Arrival de Denis Villeneuve . Elle annonce par la suite son départ du journalisme en 2016.
Son premier documentaire, 50/50, est diffusé par Radio-Canada en 2018 et porte sur l'écart entre les hommes et les femmes dans la société. Elle réalise le documentaire Lafortune en papier en 2020. Il est présenté en première au Festival du film de Whistler , où il remporte le prix du public.